# Nervure (technique)
Pour les articles homonymes, voir Nervure.

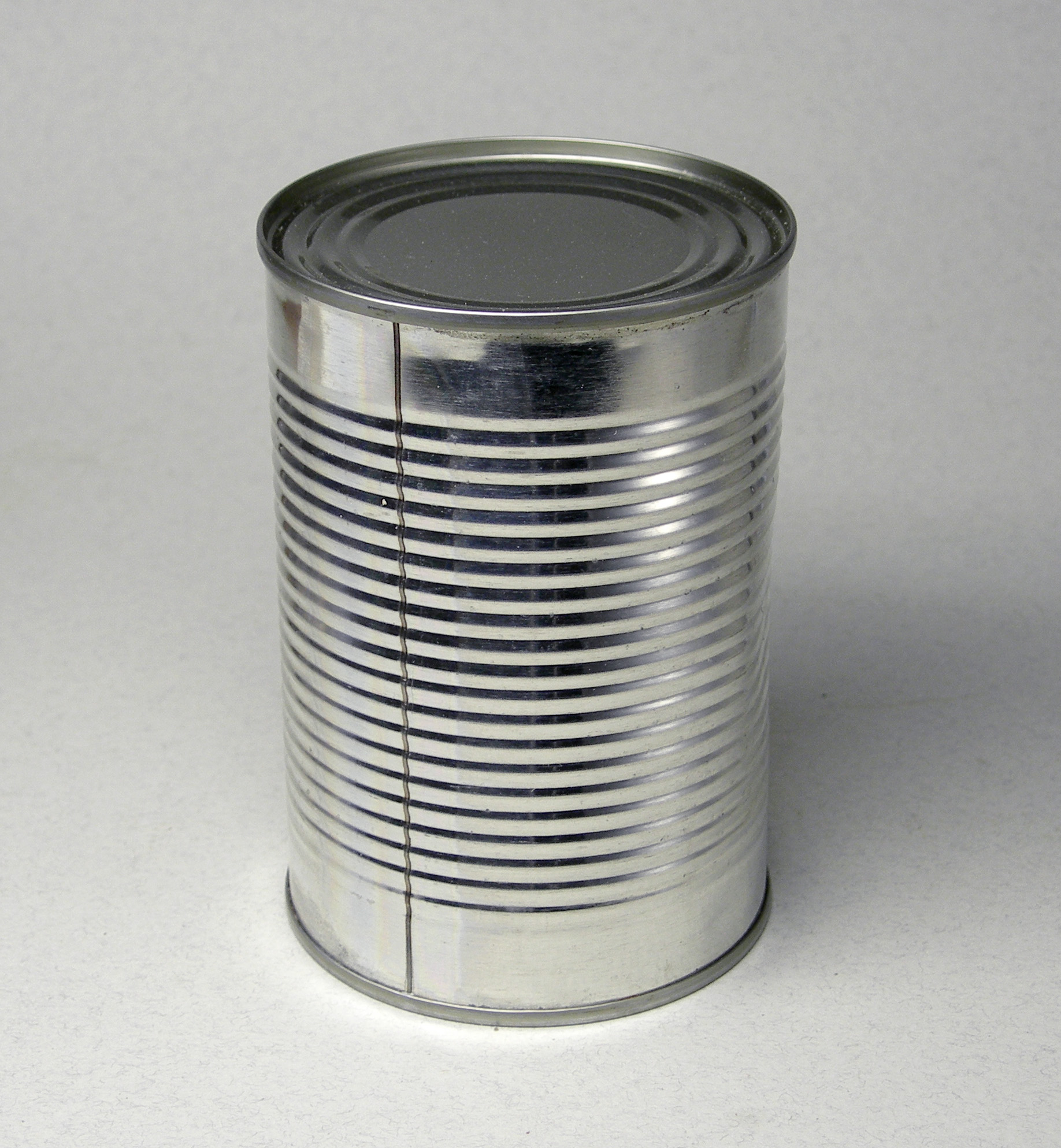
Boîte de conserve moulée

En technique, une nervure est une partie saillante qui peut servir à :
- renforcer une pièce mécanique ;
- prélever facilement un objet (exemple : un bécher muni de trois nervures situées à l'extérieur), après empilement. Voir aussi Ergot.